# Юсуф Суфи

Юсуф Суфи — правитель Хорезма из династии кунгратов-Суфи (1375-1380) 

## Происхождение
Происходил из тюркизированного племени кунграт, представитель династи правителей Хорезма, основанной Хусейном Суфи, представители которой с начала 1370 и до 1388 г. вели борьбу за независимость против Тамерлана.
Амир Темур предложил Юсуфу Суфи заключить мирный договор, скрепив это родственными узами. У Нангадая – брата Авака Суфи была дочь Савинбек по прозвищу Ханзада, мать которой Шакарбек являлась дочерью Золотоордынского хана Узбека. По предложению Амира Темура, Юсуф Суфи выдал замуж Ханзаду за Джахангира-мирзу – сына Амира Темура.

## Борьба с Тимуром
В 1375/76 г. Юсуф, воспользовавшись отсутствием Тимура, который вёл войну с Урус-ханом, овладел городами Кат и Хива. Он арестовал гонца и посла Тимура. Хорезмийские отряды под командованием Туйбуги совершали налёты на окрестности Бухары. В 1376/77 году Тимур, выступая против хана Моголистана Камар ад-Дина, требовал от Юсуфа участия в походе, но это требование не было выполнено, а Хорезмские отряды усилили налёты на окрестности Бухары и Самарканда. 

## Гибель
В 1379/80 году Тимур наконец выступил против Юсуфа и осадил его в Ургенче. Во время осады разгорелась борьба Юсуфа с Манигом Суфи. Юсуф был свергнут и убит. Тогда его сторонники во главе с эмиров Ходжалаком открыли ворота города Тимуру. Ремесленники и учёные Хорезма были вывезены в Самарканд и Кеш. Однако Тимур не уничтожил династию кунгратов-Суфи и к власти пришел Сулейман Суфи кунграт.